# Koningin Astridplein
Het Koningin Astridplein is een plein in het centrum van de Belgische stad Antwerpen. Het komt onder andere uit op de De Keyserlei en de Carnotstraat.

## Geschiedenis

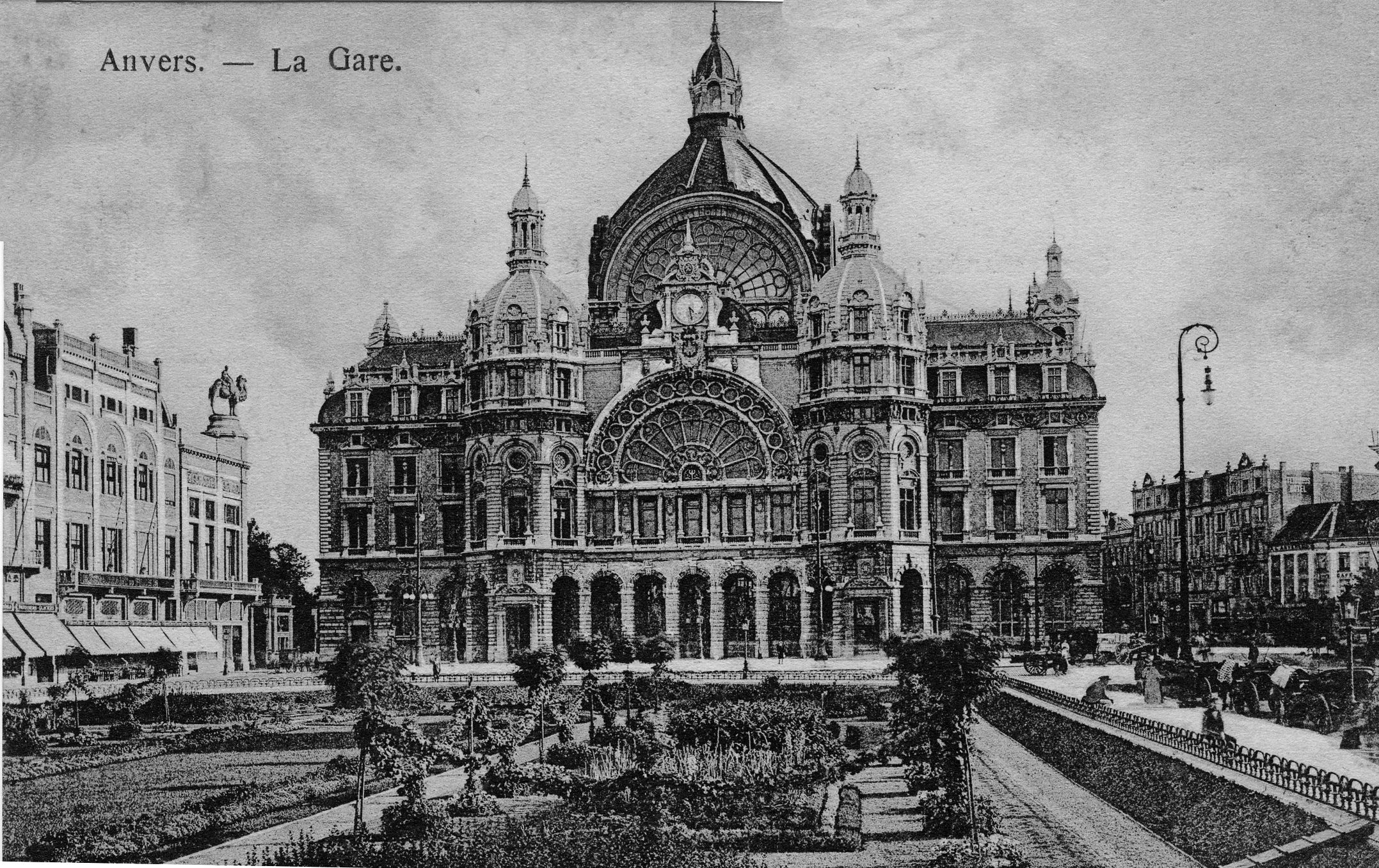
Koningin Astridplein met zicht op het centraal station omstreeks 1910.

Vroeger was dit een plein met allure waar de treinreizigers, bezoekers aan de dierentuin en de feestzalen langs liepen. Midden op het plein was een tuin in Franse stijl aangelegd. In 1935 werd de oorspronkelijke naam Statieplein veranderd in Koningin Astridplein, ter ere van de pas overleden koningin Astrid.

## Bezienswaardigheden
- Station Antwerpen-Centraal
- Antwerpse Zoo
- Koningin Elisabethzaal

Er zijn een aantal hotels gevestigd rond het Koningin Astridplein. Het opmerkelijkste is het Radisson Blu Astrid hotel uit 1993, ontworpen door de Amerikaanse architect Michael Graves.

## Heraanleg
Het Koningin Astridplein werd volledig heraangelegd gedurende de werken voor de Noord-zuidverbinding. De heraanleg is omstreden door een aantal ernstige ongevallen met trams in de loop van de jaren 2006 en 2007.
Sinds de heraanleg is er onder het Koningin Astridplein onder andere een ruime parkeergarage en een fietsenstalling. Het ondergrondse plein geeft ook aansluiting tussen de premetrostations Astrid en Diamant en het Station Antwerpen-Centraal.
Doordat er verbeterpunten zijn zowel qua algemene en verkeersveiligheid als aanplanting en indeling, zijn er opnieuw plannen voor een heraanleg waarvoor de ontwerpplannen in 2024 getekend zullen worden. Hoe het plein er zal uitzien is anno 2023 nog niet geweten. Er werd een bevraging georganiseerd bij ruim 1300 bewoners en passanten over hoe zij het plein ervaren.
Sinds 31 januari 2023 verhuisde de halte voor internationale bussen van het Koningin Astridplein naar de Franklin Rooseveltplaats, dit zou de verkeersdrukte moeten verminderen. Op het plein is een keerpunt voor trams, er zijn verschillende tram- en bushaltes, een velostation voor deelfietsen en taxistandplaatsen. Er zijn veel passanten, reizigers die uit het Centraal Station komen, bezoekers aan de Zoo, Chocolademuseum Chocolate Nation of Koningin Elisabethzaal. Vlakbij bevinden zich de uitgaanswijk van de Stationsbuurt en de toegangspoort tot Chinatown in de Van Wesenbekestraat.

## Galerij

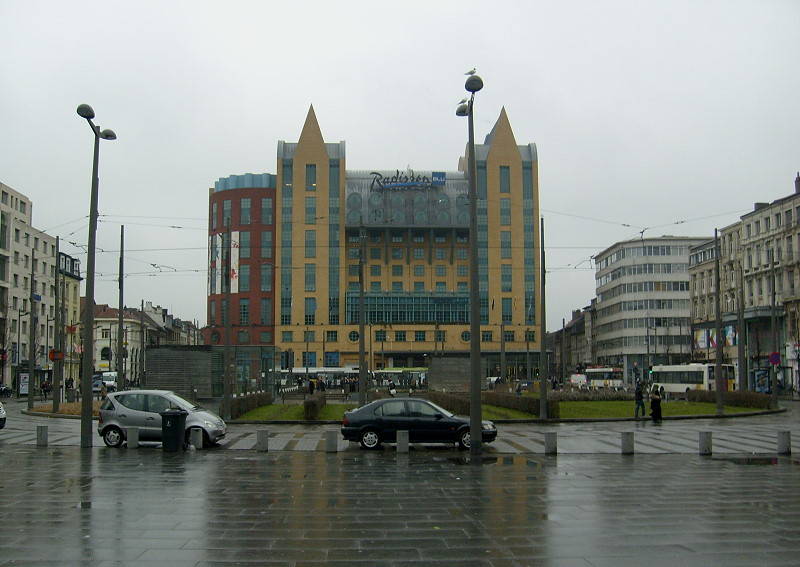
Het Koningin Astridplein na heraanleg met het Radisson Blu Astrid hotel op de achtergrond.
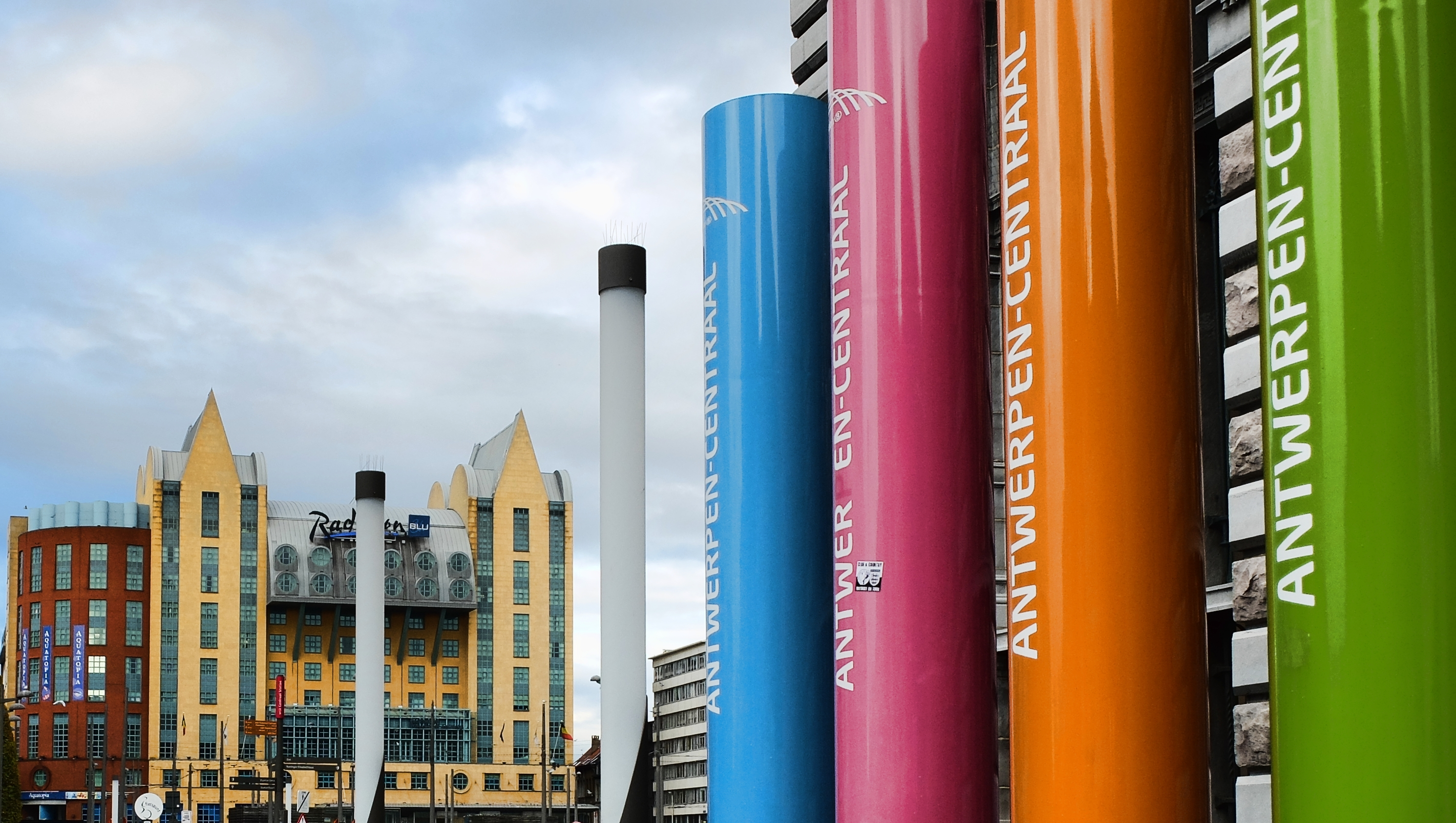
Hotel Radisson Blu Astrid, gezien vanaf de uitgang van het Antwerps Centraal station aan de De Keyserlei.
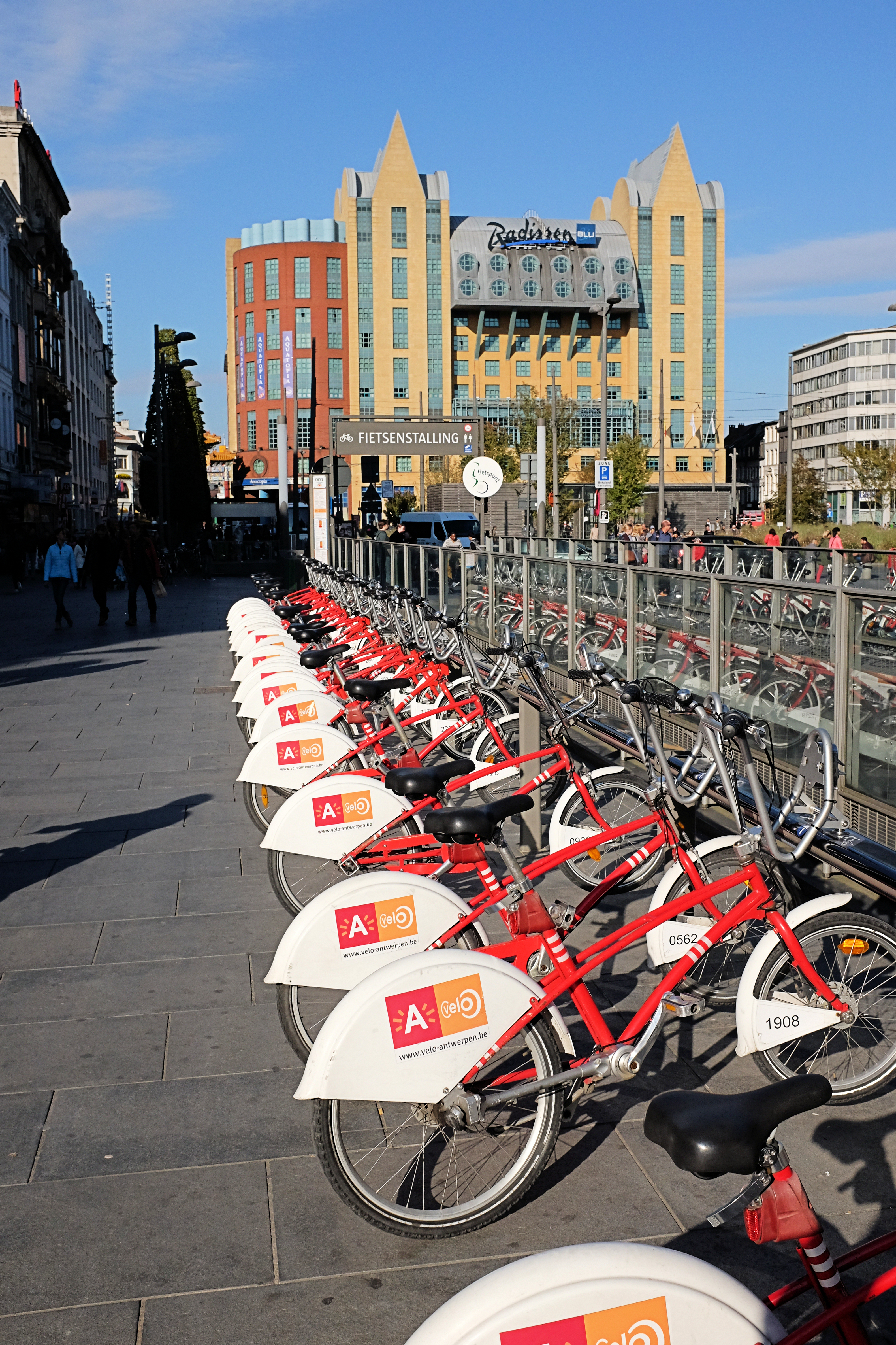
Velo Antwerpen Koningin Astridplein